# Меоре Обча
Меоре Обча (груз. მეორე ობჩა) — село в Грузії.
За даними перепису населення 2014 року в селі проживає 821 особа.